# Ciclabile della Drava
La ciclabile della Drava (in tedesco Drauradweg, in sloveno Dravski kolesarski poti e in croato Biciklistička staza Drave) è una pista ciclabile estesa su 4 Stati europei che costeggia l'omonimo fiume, la Drava. Inizia a Dobbiaco in Italia e termina a Varaždin in Croazia.
La ciclabile della Drava è connessa con la rete ciclabile dell'Alto Adige: è possibile arrivare a Dobbiaco partendo dalla stazione di Bolzano seguendo un tratto della ciclabile della Valle Isarco fino ai pressi di Fortezza e Bressanone, dove si innesta la ciclabile della Pusteria.
A Dobbiaco iniziano anche la ciclabile della Pusteria e quella delle Dolomiti. La ciclabile è così collegata con la rete ciclabile dell'Alto Adige.
Lungo tutta la pista, ma in particolare nei primi 200 km, sono distribuiti luoghi di sosta. Esistono piani di costruire altre tratte per portare la ciclabile fino a Osijek dove la Drava confluisce con il Danubio, anche questo fiume affiancato da una ciclabile.

## Tratto Dobbiaco - Lienz
La ciclabile è lunga 44 km, dura in media 3 ore ed ha un andamento in leggera discesa (520 metri di dislivello in discesa) per quasi tutto il suo tragitto, e quindi è alla portata di tutti.
Il tratto è completamente asfaltato e indipendente dalle strade statali (Strada Statale 49 della Pusteria e Drautalstraße) dove transitano automobili e pedoni. Esiste un sottopasso situato in territorio italiano appositamente creato.

Arrivati a Lienz, si può arrivare tramite il suo centro storico alla stazione ferroviaria, dove ogni 15 minuti parte un treno, con servizio trasporto bici, che torna alla stazione di S.Candido: la linea Lienz - San Candido.

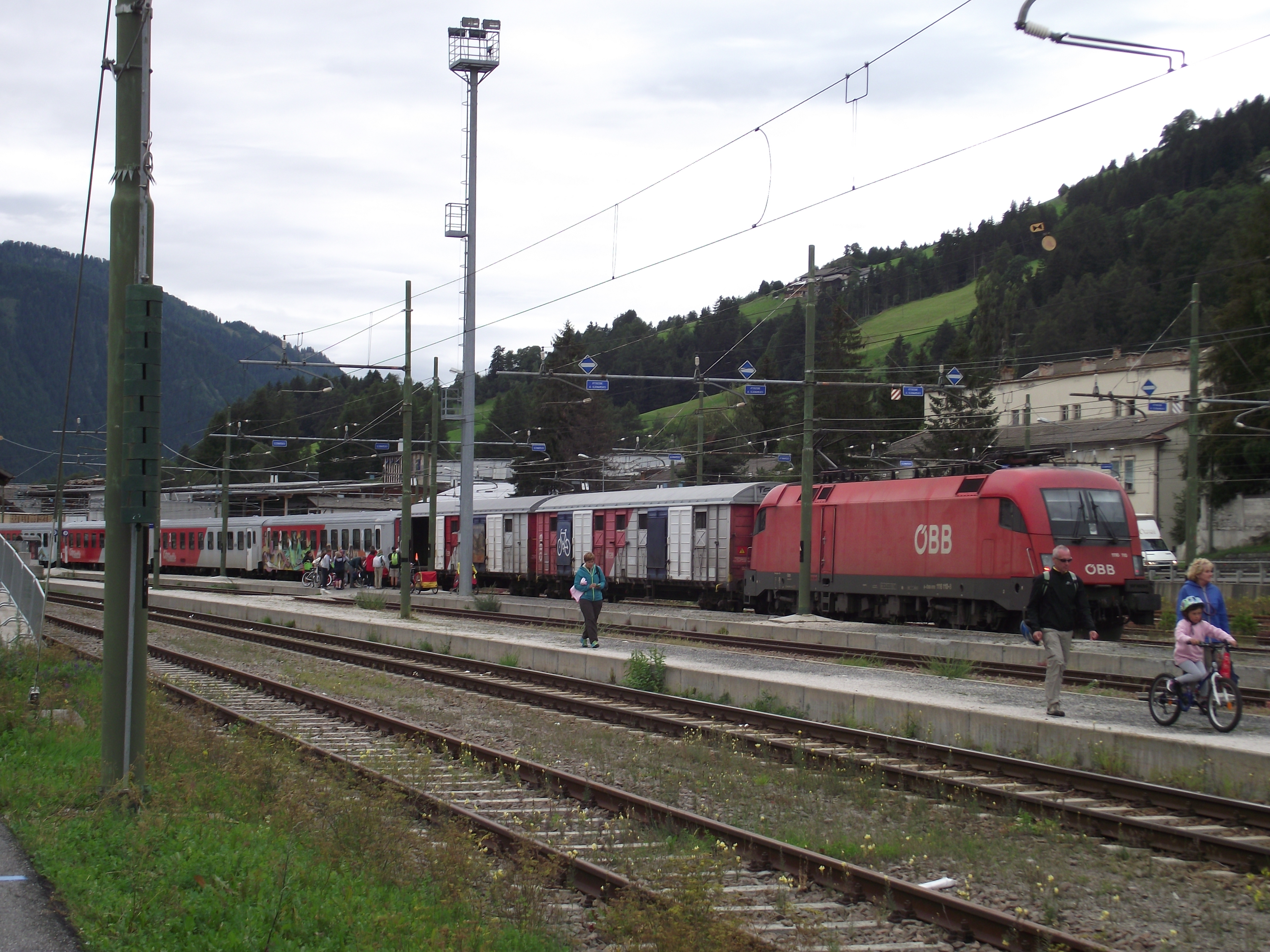
Treno delle ferrovie austriache alla stazione di San Candido con i carri addetti al trasporto bici nella tratta Lienz-San Candido

È una delle piste ciclabili più frequentate e transitate in Europa.

### Percorso e Punti d'Interesse[1]
Dato che questo tratto è il più frequentato, vi hanno sede numerosi ristoranti e vari punti di interesse in esso.

#### Italia
- Città di Dobbiaco
- Città di San Candido
- Località Versciaco
- Sottopassaggio sulla SS49
- Località Prato alla Drava

#### Austria
- Città di Arnbach
- Città di Sillian
- Parco degli Gnomi/Wichtelpark
- Città di Panzendorf
- Fabbrica della Loacker
- Città di Strassen
- Città di Mittewald
- Città di Lienz
- Stazione ferroviaria di Lienz

## Tratto Lienz - Spittal an der Drau
Questa seconda tappa inizia alla stazione di Lienz e arriva a Spittal, seguendo sempre il corso della Drava. Essa si colloca totalmente in territorio austriaco.
Questo tratto è lungo 76 km e ha un po' più di dislivello (243 metri) della prima tappa, ma è comunque alla portata di tutti, anche se con pezzi non asfaltati. Ha poi 331 metri in discesa e si percorre, circa, in 4 ore.
Arrivati a Spittal an der Drau, si può tornare a Lienz (e quindi anche a San Candido) in treno, con la stazione ferroviaria.

### Percorso e Punti d'Interesse[5][6][7]
- Città di Lienz
- Stazione ferroviaria di Lienz

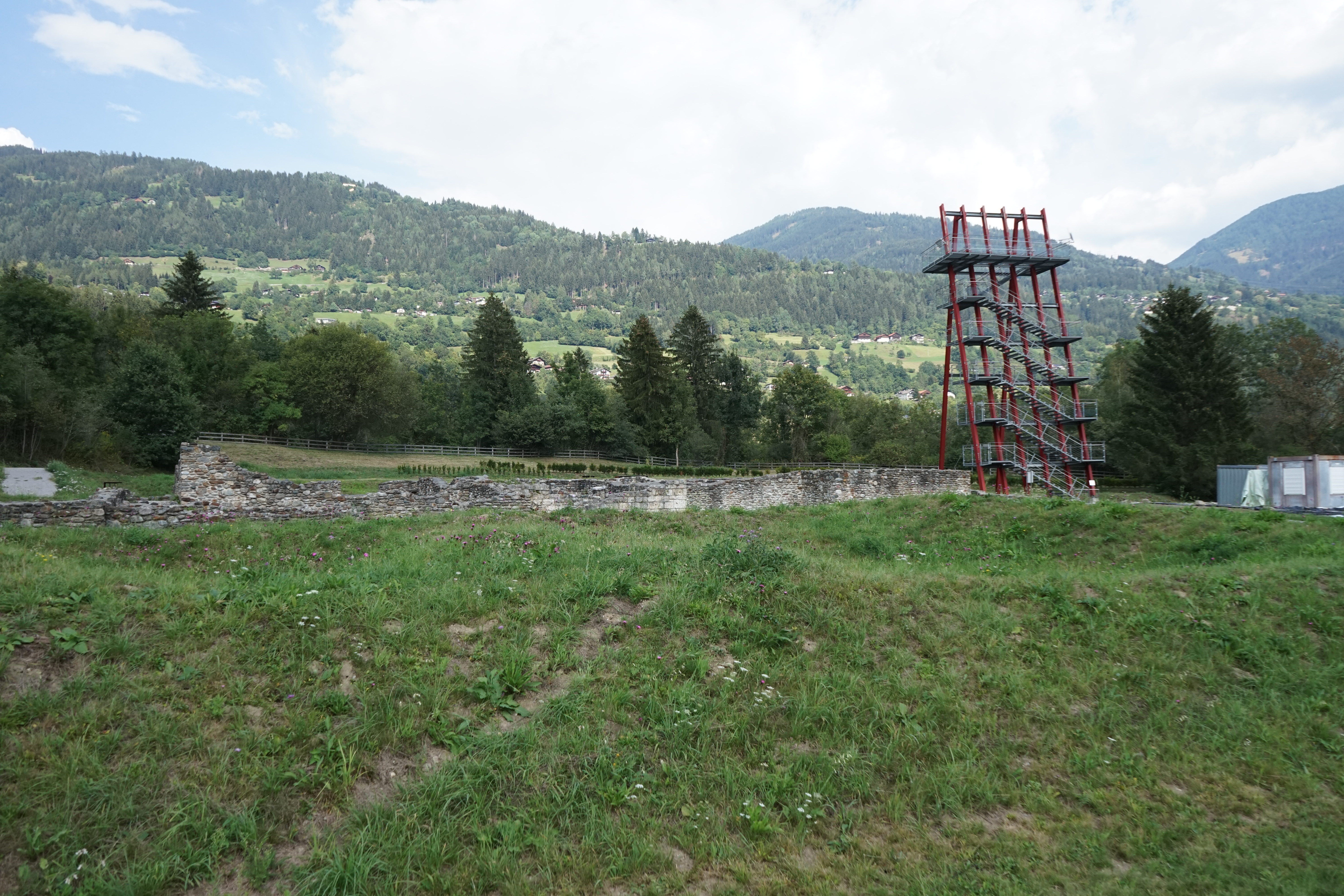
Gli scavi di Aguntum, nei pressi di Lienz

- Scavi di AguntumGli scavi di Aguntum, nei pressi di Lienz(Deviazione necessaria per raggiungere gli scavi)
- Città di Oberdrauburg
- Inizio Strada Sterrata
- Città di Dellach
- Fine Strada Sterrata
- Salite e discese in serie
- Città di Steinfeld
- Inizio Strada Sterrata
- Città di Möllbrücke
- Fine Strada Sterrata
- Città di Spittal an der Drau
- Castel Porcia
- Stazione ferroviaria di Spittal

## Tratto Spittal–Villaco
Questa tappa, la più corta con i suoi 38 km, arriva fino a Villaco, comune austriaco vicino all'italiana Tarvisio, passando per la Valle delle rose.
Il tratto ha 121 metri di dislivello e 202 metri di discesa, classificando anche questo tratto come facile. Con una velocità media di 20 km/h si percorre in 2 ore e 45 minuti.

### Percorso e Punti d'Interesse
- Città di Spittal an der Drau
- Castel Porcia
- Stazione ferroviaria di Spittal
- Città di Molzbichl
- Scavi della Chiesa Paleocristiana di Molzbichl
- Museo Carantana
- Dobratsch
- Warmbad-Villach
- Città di Villaco

## Tratto Villaco - Ferlach
Questa tappa parte dal centro abitato di Villaco e termina nella cittadina di Ferlach, poco a nord dal confine sloveno.
È lunga 51 km, ha 317 metri di salita e altri 392 metri di discesa e si percorre in 3 ore e mezza andando a 20 km/h.

### Percorso e Punti d'Interesse[10]
- Città di Villaco
- Rosental/Valle delle Rose
- Città di Ferlach

## Tratto Ferlach - Lavamünd
Questo ultimo tratto totalmente in territorio austriaco, si sviluppa tra la città di Ferlach e la cittadina di frontiera di Lavamünd.
Il tratto è lungo 67 km, ha 570 metri di dislivello e 635 metri di discesa e si percorre in 4 ore e 30 minuti.

### Percorso e Punti d'Interesse[11]
- Città di Villaco
- Jauntal Bungy Adventure (sport estremi)
- Città di Lavamünd

## Tratto Lavamünd - Maribor
Questo tratto austro-sloveno prosegue costeggiando la Drava fino a Maribor, in Slovenia. Tuttavia non è ancora completa la ciclovia, quindi è necessario procedere sulle strade principali (Lavamünderstraße e Glavna cesta 1) per lunghi tratti, soprattutto in Slovenia.
Il tratto è lungo 80 km, ha 1 km di dislivello e 1 km di discesa, si percorre in 6 ore ed è il tratto più difficile di tutta la ciclabile.

### Percorso e Punti d'Interesse

#### Austria
- Città di Lavamünd

#### Slovenia
- Città di Dravograd
- Città di Vuzenica
- Città di Vuhred
- Città di Podvelka
- Rdeči Breg
- Città di Ruše
- Città di Marburgo

## Tratto Maribor - Varaždin
Questo ultimo tratto passa il confine tra Slovenia e Croazia, connettendo i centri di Maribor e di Varaždin.
Tale tratto è lungo 86 km, ha 50 metri di dislivello e 144 metri di discesa e si percorre in 6 ore.

### Percorso e Punti d'Interesse[2]

#### Slovenia
- Città di Maribor
- Krajinski park Kamenščak (Parco paesaggistico della Drava)
- Città di Ptuj
- Krajinski park Šturmovec

#### Croazia
- Città di Varaždin